# Antonowo (sielsowiet Druja)
Antonowo (biał. Антанова; ros. Антоново) – wieś na Białorusi, w obwodzie witebskim, w rejonie brasławskim, w sielsowiecie Druja.

## Historia
W czasach zaborów majątek leżał w granicach Imperium Rosyjskiego.
W latach 1921–1945 majątek leżał w Polsce, w województwie nowogródzkim (od 1926 w województwie wileńskim), w powiecie brasławskim, w gminie Słobódka.
Według Powszechnego Spisu Ludności z 1921 roku zamieszkiwały tu 22 osoby, wszystkie były wyznania rzymskokatolickiego. Jednocześnie 21 mieszkańców zadeklarowało polską przynależność narodową a 1 białoruską. Były tu 3 budynki mieszkalne. W 1931 w 2 domach zamieszkiwało 14 osób.
Wierni należeli do parafii rzymskokatolickiej w Słobódce. Miejscowość podlegała pod Sąd Grodzki w Brasławiu i Okręgowy w Wilnie; właściwy urząd pocztowy mieścił się w Słobódce.